# Kobierniki (województwo mazowieckie)
Kobierniki – wieś w Polsce położona w województwie mazowieckim, w powiecie płockim, w gminie Stara Biała.
Wieś szlachecka położona była w drugiej połowie XVI wieku w powiecie płockim  województwa płockiego. W latach 1975–1998 miejscowość administracyjnie należała do województwa płockiego.
Urodził się tu Bronisław Chojnacki (ur. 14 grudnia 1895, zm. 6 lutego 1955 w Sierpcu) – polski nauczyciel, działacz społeczny, polityk, poseł na Sejm w II RP.